# Simarouba laevis
Simarouba laevis är en bittervedsväxtart som beskrevs av August Heinrich Rudolf Grisebach. Simarouba laevis ingår i släktet Simarouba och familjen bittervedsväxter. Inga underarter finns listade i Catalogue of Life.